# Hohenstein-Ernstthal
Hohenstein-Ernstthal és una ciutat major del districte de Zwickau a l'estat alemany de Saxònia. El 31 de desembre del 2015 tenia 14.866 habitants. Un dels seus fills més coneguts és l'escriptor Karl May, la seva casa museu es pot visitar. Un altre punt d'interés és el circuit de Sachsenring.
La ciutat de Hohenstein es va crear al l'inici del segle xvi (1510) quan es van descobrir mines d'argent al mont Pfaffenberg. La ciutat d'Ernstthal va ser un nou assentament de veïns d'Hohenstein que fan fugir la pesta negra vers 1680. Va prendre el nom d'Ernstthal en honor d'August Ernst de Schönburg i aviat va rebre els drets de ciutat. El 1898 ambdues ciutats van fusionar.

## Fills predilectes
- Karl May (1842-1912), escriptor
- Christian Gotthilf Tag (1735-181), compositor, organista